# Cucurbitine
La cucurbitine est un acide aminé, chimiquement défini comme (–)-3-amino-3-carboxypyrrolidine, contenu en faible quantité, variable selon les espèces, dans les graines des plantes du genre Cucurbita (les courges).
Cette substance serait le principal principe actif du pouvoir antihelminthique de ces graines.